# Słodkie marzenia
Słodkie marzenia (ang. Sweet Dreams) – amerykański dramat biograficzny z 1985 roku w reżyserii Karela Reisza. Historia życia tragicznie zmarłej piosenkarki muzyki country Patsy Cline.

## Fabuła
Patsy Cline to znana i popularna amerykańska piosenkarka country. Jednak zanim znalazła się na szczycie, musiała pokonać wiele przeszkód i podjąć niemało trudnych decyzji. Mając dość monotonii swojego małżeństwa i życia na nudnej prowincji, ucieka od męża, by samotnie kontynuować karierę zawodową. W tym czasie przeżywa wiele wzlotów i upadków w życiu zawodowym i uczuciowym. Robiąc karierę nie zapomina o najbliższych.

## Obsada
- Jessica Lange − Patsy Cline
- Ed Harris − Charlie Dick
- Ann Wedgeworth − Hilda Hensley
- David Clennon − Randy Hughes
- James Staley − Gerald Cline
- Gary Basaraba − Woodhouse
- John Goodman − Otis
- P.J. Soles − Wanda

i inni

## Produkcja
Zdjęcia kręcono w Martinsburgu (stan Wirginia Zachodnia), Nashville (Tennessee) oraz w hrabstwie Orange (Kalifornia).

## Nagrody i nominacje
Oscary za rok 1985
- Najlepsza aktorka − Jessica Lange (nominacja)